# First Division (Zypern) 2011/12
Die First Division 2011/12, aus Sponsorengründen auch Marfin Laiki League genannt, war die 73. Spielzeit der höchsten zyprischen Spielklasse im Männerfußball. Sie begann am 27. August 2011 und endete am 12. Mai 2012. AEL Limassol gewann seine 6. Meisterschaft. Titelverteidiger und Rekordmeister APOEL Nikosia wurde mit zwei Punkten dahinter Vizemeister.

## Vereine
| Verein                | Stadt     | Stadion                      | Kapazität |
| --------------------- | --------- | ---------------------------- | --------- |
| Ethnikos Achnas       | Achna     | Dasaki-Stadion               | 04.000    |
| Ermis Aradippou       | Larnaka   | Ammochostos-Stadion          | 05.500    |
| Anagennisi Deryneia   | Paralimni | Tasos-Marcou-Stadion         | 05.800    |
| Anorthosis Famagusta  | Larnaka   | Antonis-Papadopoulos-Stadion | 13.536    |
| Nea Salamis Famagusta | Larnaka   | Ammochostos-Stadion          | 05.500    |
| AEK Larnaka           | Larnaka   | GSZ-Stadion                  | 13.032    |
| Alki Larnaka          | Larnaka   | Antonis-Papadopoulos-Stadion | 13.536    |
| AEL Limassol          | Limassol  | Tsirio-Stadion               | 14.000    |
| Apollon Limassol      | Limassol  | Tsirio-Stadion               | 14.000    |
| Aris Limassol         | Limassol  | Tsirio-Stadion               | 14.000    |
| APOEL Nikosia         | Nikosia   | GSP-Stadion                  | 22.859    |
| Olympiakos Nikosia    | Nikosia   | GSP-Stadion                  | 22.859    |
| Omonia Nikosia        | Nikosia   | GSP-Stadion                  | 22.859    |
| Enosis Neon Paralimni | Paralimni | Paralimni-Stadion            | 05.800    |

## Erste Runde
In der ersten Saisonrunde spielten die 14 Vereine um die Platzierungen, nach denen die Mannschaften in der zweiten Saisonhälfte in drei Gruppen zu je vier Teams gegliedert werden. Die beiden letztplatzierten Vereine hingegen steigen direkt nach der ersten Runde in die Second Division ab. Die Spiele wurden zwischen dem 27. August 2011 und dem 23. März 2012 ausgetragen.
Die vier bestplatzierten Vereine erreichen die Meisterschaftsrunde, die Teams auf den Plätzen neun bis zwölf spielen gegen den Abstieg. Die mittlere Gruppe dazwischen trägt lediglich Platzierungsspiele aus. Zu bemerken ist, dass in den einzelnen Gruppen die jeweils erreichte Punktzahl aus den 26 Spielen der Vorrunde übertragen wird, sodass die jeweilige zweite Runde je nach Tabellensituation teilweise nur geringfügige Änderungen hervorrufen kann.
Bei Punktgleichstand ist im Unterschied zu den meisten Ligen (wie auch etwa der deutschen Bundesliga) für die Platzierung zunächst der direkte Vergleich ausschlaggebend.

### Tabelle
| Pl. | Verein                    | Sp. | S  | U | N  | Tore    | Diff. | Punkte |
| --- | ------------------------- | --- | -- | - | -- | ------- | ----- | ------ |
| 1.  | AEL Limassol              | 26  | 18 | 6 | 2  | 033:700 | +26   | 60     |
| 2.  | Omonia Nikosia (P)        | 26  | 17 | 6 | 3  | 047:160 | +31   | 57     |
| 3.  | APOEL Nikosia (M)         | 26  | 17 | 5 | 4  | 039:130 | +26   | 56     |
| 4.  | Anorthosis Famagusta      | 26  | 15 | 7 | 4  | 030:120 | +18   | 52     |
| 5.  | AEK Larnaka               | 26  | 11 | 9 | 6  | 033:210 | +12   | 42     |
| 6.  | Nea Salamis Famagusta (N) | 26  | 10 | 6 | 10 | 033:410 | −8    | 36     |
| 7.  | Apollon Limassol          | 26  | 10 | 4 | 12 | 031:390 | −8    | 34     |
| 8.  | Alki Larnaka              | 26  | 10 | 4 | 12 | 032:400 | −8    | 34     |
| 9.  | Olympiakos Nikosia        | 26  | 7  | 9 | 10 | 029:340 | −5    | 30     |
| 10. | Enosis Neon Paralimni     | 26  | 8  | 5 | 13 | 017:240 | −7    | 29     |
| 11. | Ethnikos Achnas           | 26  | 7  | 8 | 11 | 021:230 | −2    | 29     |
| 12. | Aris Limassol (N)         | 26  | 7  | 6 | 13 | 027:350 | −8    | 27     |
| 13. | Anagennisi Deryneia (N)   | 26  | 2  | 5 | 19 | 016:450 | −29   | 11     |
| 14. | Ermis Aradippou           | 26  | 1  | 4 | 21 | 012:500 | −38   | 07     |

| (M) | amtierender zyprischer Meister     |
| (P) | amtierender zyprischer Pokalsieger |
| (N) | Neuaufsteiger der letzten Saison   |

### Kreuztabelle
| 2011/12               | AEK Larnaka | AEL Limassol | Alki Larnaka | Anagennisi Dherynia |     | APOEL Nikosia | Apollon Limassol | Aris Limassol | ENP | Ermis Aradippou | Ethnikos Achnas | Nea Salamis Famagusta | Olympiakos Nikosia | Omonia Nikosia |
| --------------------- | ----------- | ------------ | ------------ | ------------------- | --- | ------------- | ---------------- | ------------- | --- | --------------- | --------------- | --------------------- | ------------------ | -------------- |
| AEK Larnaka           |             | 0:0          | 2:0          | 2:0                 | 1:1 | 0:0           | 1:1              | 1:0           | 0:2 | 2:0             | 2:1             | 6:0                   | 0:0                | 2:1            |
| AEL Limassol          | 2:0         |              | 1:0          | 1:0                 | 0:0 | 0:0           | 3:0              | 1:0           | 1:0 | 2:0             | 0:0             | 2:0                   | 3:2                | 0:3            |
| Alki Larnaka          | 2:2         | 1:2          |              | 4:0                 | 1:3 | 2:1           | 2:1              | 1:0           | 1:0 | 3:0             | 0:1             | 0:1                   | 4:2                | 0:3            |
| Anagennisi Deryneia   | 0:3         | 0:1          | 1:2          |                     | 0:2 | 1:2           | 4:1              | 1:1           | 0:2 | 2:1             | 0:0             | 1:2                   | 0:1                | 1:1            |
| Anorthosis Famagusta  | 0:1         | 0:1          | 0:0          | 1:0                 |     | 2:0           | 2:0              | 2:2           | 1:0 | 1:0             | 2:0             | 1:1                   | 2:1                | 0:1            |
| APOEL Nikosia         | 3:0         | 0:1          | 3:1          | 2:0                 | 0:0 |               | 2:1              | 1:0           | 1:0 | 2:0             | 2:1             | 1:0                   | 0:0                | 0:0            |
| Apollon Limassol      | 0:3         | 0:3          | 5:1          | 1:0                 | 1:1 | 0:2           |                  | 1:2           | 2:0 | 2:0             | 2:0             | 3:2                   | 2:0                | 2:5            |
| Aris Limassol         | 1:1         | 0:1          | 1:1          | 2:0                 | 1:0 | 0:1           | 2:0              |               | 1:0 | 3:0             | 1:4             | 2:3                   | 2:3                | 1:1            |
| Enosis Neon Paralimni | 1:0         | 0:4          | 2:0          | 2:0                 | 0:1 | 0:2           | 1:1              | 2:0           |     | 1:0             | 0:0             | 0:2                   | 1:2                | 1:1            |
| Ermis Aradippou       | 0:1         | 0:0          | 1:1          | 3:2                 | 0:1 | 1:4           | 0:2              | 1:5           | 0:1 |                 | 0:0             | 2:2                   | 1:3                | 0:2            |
| Ethnikos Achnas       | 1:0         | 0:1          | 2:0          | 1:1                 | 0:1 | 0:3           | 0:1              | 4:0           | 1:1 | 2:1             |                 | 1:0                   | 0:1                | 0:1            |
| Nea Salamis Famagusta | 1:1         | 0:3          | 0:1          | 5:2                 | 0:3 | 1:0           | 1:2              | 2:0           | 1:1 | 1:0             | 1:0             |                       | 1:1                | 1:4            |
| Olympiakos Nikosia    | 1:1         | 0:0          | 2:3          | 0:0                 | 1:2 | 1:4           | 0:0              | 0:0           | 2:0 | 3:1             | 1:1             | 2:3                   |                    | 0:2            |
| Omonia Nikosia        | 2:0         | 1:0          | 4:1          | 2:0                 | 0:1 | 1:3           | 2:0              | 3:0           | 1:0 | 2:0             | 1:1             | 2:2                   | 1:0                |                |

## Zweite Runde

### Meisterschaftsrunde
Die vier bestplatzierten Vereine der ersten Runde erreichen die Meisterschaftsrunde, in der es neben der Meisterschaft auch um die internationalen Plätze im Europapokal geht.
Den Meistertitel und die Teilnahme an der Champions League sicherte sich AEL Limassol, der Vorjahressieger APOEL Nikosia und Pokalsieger Omonia Nikosia auf Distanz hielt. Anorthosis Famagusta erhielt als Vierter noch einen Startplatz in der Europa League.

#### Abschlusstabelle
| Pl. | Verein               | Sp. | S  | U | N | Tore    | Diff. | Punkte |
| --- | -------------------- | --- | -- | - | - | ------- | ----- | ------ |
| 1.  | AEL Limassol         | 32  | 20 | 8 | 4 | 037:100 | +27   | 68     |
| 2.  | APOEL Nikosia (M)    | 32  | 20 | 6 | 6 | 046:190 | +27   | 66     |
| 3.  | Omonia Nikosia 1 (P) | 32  | 20 | 6 | 6 | 056:230 | +33   | 66     |
| 4.  | Anorthosis Famagusta | 32  | 17 | 8 | 7 | 036:210 | +15   | 59     |

| (M) | amtierender zyprischer Meister     |
| (P) | amtierender zyprischer Pokalsieger |

#### Kreuztabelle
| 2011/12              | AEL Limassol | APOEL Nikosia | Omonia Nikosia |     |
| -------------------- | ------------ | ------------- | -------------- | --- |
| AEL Limassol         |              | 0:0           | 2:0            | 1:0 |
| APOEL Nikosia        | 1:0          |               | 1:2            | 1:2 |
| Omonia Nikosia       | 1:0          | 1:2           |                | 1:2 |
| Anorthosis Famagusta | 1:1          | 1:2           | 0:4            |     |

### Platzierungsrunde
Die Vereine, welche die erste Runde auf den Plätzen fünf bis acht beendeten, trugen in der zweiten Runde noch Spiele aus, um die endgültige Platzierung zu ermitteln. Jedoch war sowohl die Qualifikation für einen internationalen Wettbewerb, als auch der Abstieg in die Second Division nicht mehr möglich.

#### Abschlusstabelle
| Pl. | Verein                    | Sp. | S  | U  | N  | Tore    | Diff. | Punkte |
| --- | ------------------------- | --- | -- | -- | -- | ------- | ----- | ------ |
| 5.  | AEK Larnaka               | 32  | 13 | 10 | 9  | 040:270 | +13   | 49     |
| 6.  | Apollon Limassol          | 32  | 12 | 7  | 13 | 036:430 | −7    | 43     |
| 7.  | Nea Salamis Famagusta (N) | 32  | 11 | 10 | 11 | 039:470 | −8    | 43     |
| 8.  | Alki Larnaka              | 32  | 12 | 6  | 14 | 035:450 | −10   | 42     |

| (N) | Neuaufsteiger der letzten Saison |

#### Kreuztabelle
| 2011/12               | AEK Larnaka | Apollon Limassol | Nea Salamis Famagusta | Alki Larnaka |
| --------------------- | ----------- | ---------------- | --------------------- | ------------ |
| AEK Larnaka           |             | 0:1              | 1:2                   | 3:1          |
| Apollon Limassol      | 1:0         |                  | 1:1                   | 0:0          |
| Nea Salamis Famagusta | 1:1         | 2:2              |                       | 0:0          |
| Alki Larnaka          | 0:2         | 1:0              | 1:0                   |              |

### Abstiegsrunde
Nachdem in der ersten Runde bereits zwei Absteiger in die Second Division ermittelt wurden, spielten die vier teilnehmenden Vereine der Abstiegsrunde den dritten Absteiger untereinander aus.
Der Aufsteiger aus der vergangenen Spielzeit Aris Limassol musste schließlich mit einem Abstand von 6 Punkten zum rettenden Ufer in die Second Division absteigen.

#### Abschlusstabelle
| Pl. | Verein                | Sp. | S  | U  | N  | Tore    | Diff. | Punkte |
| --- | --------------------- | --- | -- | -- | -- | ------- | ----- | ------ |
| 9.  | Ethnikos Achnas       | 32  | 10 | 10 | 12 | 030:310 | −1    | 40     |
| 10. | Olympiakos Nikosia    | 32  | 10 | 9  | 13 | 036:440 | −8    | 39     |
| 11. | Enosis Neon Paralimni | 32  | 11 | 5  | 16 | 026:300 | −4    | 38     |
| 12. | Aris Limassol (N)     | 32  | 8  | 8  | 16 | 032:440 | −12   | 32     |

| (N) | Neuaufsteiger der letzten Saison |

#### Kreuztabelle
| 2011/12               | Ethnikos Achnas | Olympiakos Nikosia | ENP | Aris Limassol |
| --------------------- | --------------- | ------------------ | --- | ------------- |
| Ethnikos Achnas       |                 | 2:1                | 2:0 | 1:1           |
| Olympiakos Nikosia    | 2:1             |                    | 1:0 | 3:1           |
| Enosis Neon Paralimni | 1:2             | 5:0                |     | 1:0           |
| Aris Limassol         | 2:2             | 1:0                | 0:2 |               |

## Torschützenliste
| Pl. | Name                       | Team                     | Tore |
| --- | -------------------------- | ------------------------ | ---- |
| 1.  | Freddy                     | Omonia Nikosia           | 17   |
| 2.  | Esteban Solari             | APOEL Nikosia            | 10   |
| 3.  | Arnal Llibert              | Alki Larnaka             | 09   |
| 3.  | Patrick Vouho              | AEL Limassol             | 09   |
| 5.  | Gonzalo García             | AEK Larnaka              | 08   |
| 5.  | Chris Dickson              | Nea Salamis/AEL Limassol | 08   |
| 7.  | Miljan Mrdakovic           | AEK Larnaka              | 07   |
| 7.  | Constantinos Charalambidis | APOEL Nikosia            | 07   |
| 7.  | Gelson                     | Aris Limassol            | 07   |